# Quneitra (gouvernement)
Quneitra ook wel geschreven als Al Qunaitra (Arabisch: القنيطرة) is een gouvernement in Syrië met een geschatte bevolking van 69.000. Het gouvernement Quneitra valt samen met de Golanhoogten en is door Israël sinds 1967 bezet in de Zesdaagse Oorlog. De hoofdstad Quneitra is verwoest en verlaten en ligt in de gedemilitariseerde zone, de United Nations Disengagement Observer Force Zone. Na de val van Bashar al-Assad op 8 december 2024 nam Israël ook deze zone in. 

## Districten
- Fiq
- Quneitra

Al-Hasakah · Aleppo · Damascus · Deir ez-Zor · Dera · Hama · Homs · Idlib · Latakia · Quneitra · Raqqa · Rif Dimashq · As-Suwayda · Tartous